# Freiherren von Limpöck
Die Limpöck (auf Riekofen) waren eine adelige und seit 1721 freiherrliche Familie, die aus dem Straubinger Bürgertum stammte.

## Geschichte
Die  Familie Limpöck entstammte dem Straubinger Bürgertum. Sie werden als Limpeck 1445 erstmals erwähnt. 
Wolfgang Limpöck († 1666), Bürgermeister von Straubing, wurde 1635 Inhaber der Hofmark Riekofen. Er wurde mit der niederen Gerichtsbarkeit durch das Hochstift Regensburg belehnt und von Kaiser Ferdinand II. in den Adelsstand erhoben.  Er hat das Schloss Riekofen und die Hofgebäude wieder aufgebaut, die durch den Dreißigjährigen Krieg verwüstet worden waren. Die früheren Befestigungsanlagen scheinen nicht mehr hergestellt worden zu sein. Johann Ferdinand von Limpöck wurde 1721 durch Kürfürst Maximilian II. Emanuel von Bayern in den Freiherrenstand erhoben. 
1803 wird Riekofen dem Landgericht Stadtamthof zugeordnet. Es entstand ein Patrimonialgericht II. Klasse, das den Freiherrn von Limpöck bis 1836 gehörte.
Das Grabmal Karl Freiherr von Limpöcks (* 15. März 1830; † 10. Februar 1874), "vom letzten seines Geschlechts",  liegt im Alten Nördlichen Friedhof an der Tengstraße in München. Es war gewidmet von Prinz Luitpold von Bayern, dessen Adjutant Karl war.

Gemeindewappen von Riekofen nach dem Wappen der Limpöcks

## Wappen
Schräglinks geteilt von Schwarz und Gold; auf schwarzem Dreiberg ein Steinbock in verwechselten Farben, der zwischen den Vorderhufen ein grünes Kleeblatt hält.